# Hedvig Eleonora von Fersen
Pour les articles homonymes, voir Fersen.
Hedvig Eleonora von Fersen  (2 juillet 1753-8 novembre 1792) est une aristocrate suédoise et une dame d'honneur de la reine de Suède Sophie-Madeleine de Danemark.

## Famille
Hedvig Eleonora von Fersen est la fille du comte Fredrik Axel von Fersen et de son épouse, née Hedwige-Catherine de La Gardie, et la sœur aînée du comte de Fersen, célèbre pour son amitié avec la reine Marie-Antoinette. Elle épouse en 1773 le comte Thure Leonard Klinckowström.
La comtesse Klinckowström fait partie des milieux proches du roi Gustave III et compte parmi ceux qui participent aux débats intellectuels et politiques de son époque. Elle est aussi la sœur de la comtesse Piper et la cousine de la comtesse Löwenhielm, maîtresse du futur roi Charles XIII de Suède, alors qu'il était duc de Sudermanie, et de la baronne Höpken. Sa tante est la célèbre scientifique Eva Ekeblad. Elle est la mère d'Hedvig Amalia Charlotta Klinckowström.